# Robert Lansing
Pour les articles homonymes, voir Lansing.
Pour l'acteur, voir Robert Lansing (acteur).
Robert Lansing (né le 17 octobre 1864 à Watertown - mort le 30 octobre 1928) est un  avocat et homme politique américain. Membre du Parti démocrate, il est secrétaire d'État des États-Unis sous la présidence de Woodrow Wilson.
Démocrate conservateur proche des milieux d'affaires, favorable aux Britanniques mais ardent défenseur des droits américains en droit international. Il était un ennemi majeur de l'autocratie allemande et du bolchevisme russe. Avant l'implication des États-Unis dans la guerre, Lansing a vigoureusement plaidé en faveur des principes de la liberté des mers et des droits des nations neutres. Plus tard, il a préconisé la participation des États-Unis à la Première Guerre mondiale, a négocié l'accord Lansing-Ishii avec le Japon en 1917 et a été membre de la Commission américaine de négociation de la paix à Paris en 1919.

## Biographie
Robert Lansing est né à Watertown, New York, dans une famille de hauts dignitaires ; un grand-père sénateur de l'État de New-York. Il épouse la fille du secrétaire d'État Foster, dont la sœur est elle-même la mère de JF Dulles, etc.
Il est diplômé de l'Amherst College en 1886, étude de droit ; il est admis au barreau en 1889.
Jusqu'en 1907, il fut membre du cabinet d'avocats Lansing & Lansing à Watertown.
Il s'impose en droit international et travaille sur les grandes négociations de l'époque, pour les États-Unis : il a été avocat associé pour les États-Unis, lors de l'arbitrage de la mer de Béring de 1892 à 1893, comme avocat de la Commission des revendications de la mer de Béring des États-Unis en 1896-1897, en tant qu'avocat du gouvernement devant le tribunal des frontières de l'Alaska ; en 1903, comme avocat des pêches de l'Atlantique Nord dans l'arbitrage de La Haye en 1909–1910, et comme agent des États-Unis dans l'arbitrage américain et britannique en 1912–1914.
En 1914, Lansing est nommé conseiller au département d'État par le président Woodrow Wilson.

### Première Guerre mondiale
Lansing préconise au début de la Première Guerre mondiale la "neutralité bienveillante" mais s'est éloigné de l'idéal après une interférence croissante et une violation des droits des neutres par la Grande-Bretagne. Après le torpillage du Lusitania le 7 mai 1915 par un sous-marin allemand, Lansing soutient Woodrow Wilson dans ses protestations envers le gouvernement allemand. Finalement, il supplante et remplace le secrétaire d'État, William Jennings Bryan, en désaccord avec Wilson sur l'entrée en guerre des États-Unis.

### Au secrétariat d'État
Il crée entre autres un petit service de renseignement au sein de son ministère, l'Agence du renseignement secret (Bureau of Secret Intelligence), ancêtre de l'actuel Service de sécurité diplomatique (Diplomatic Security Service) (DSS) et son activité est importante dès que les États-Unis sont engagés dans la Première Guerre mondiale.
Ces agents ont d'abord été utilisés pour observer les activités des puissances centrales en Amérique, puis pour surveiller les diplomates allemands internés.
Il est persuadé, bien avant Wilson qui a été réélu en 1916 sur un programme pacifiste, de la nécessité pour les États-Unis d'entrer dans le conflit au côté des Alliés. Déclarant haïr les horreurs de la guerre, il rejette davantage encore « les horreurs de la suprématie germanique » et voit dès 1916 que l'engagement étasunien dans la Grande guerre est inévitable.

### Après la Première Guerre mondiale
Il accompagne le président Wilson à la conférence de la paix de 1919, mais s'oppose à lui, ainsi que dans les vifs débats qui accompagnent le traité de Versailles.
Lansing devient le chef nominal de la Commission américaine à la Conférence de paix de Paris.
Cependant, Wilson a fait du colonel House son principal conseiller en politique étrangère parce que Lansing  s'opposait à des aspects importants de sa politique, contenus dans les 14 points comme l'autodétermination des peuples ou la Société des Nations, secondaire pour lui, par rapport aux traités de paix. Après l'AVC qui affecte Wilson, il tente de gouverner avec le cabinet ou d'imposer le Vice-président comme successeur naturel du président, mais il est acculé à la démission par Edith Wilson le 12 février 1920.